# Севен Девилс (Северна Каролина)
Севен Девилс (енгл. Seven Devils) град је у америчкој савезној држави Северна Каролина.

## Демографија
По попису из 2010. године број становника је 192, што је 63 (48,8%) становника више него 2000. године.
| Група             | 2000.       | 2010.       |
| Белци             | 126 (97,7%) | 183 (95,3%) |
| Афроамериканци    | 0 (0,0%)    | 5 (2,6%)    |
| Азијати           | 0 (0,0%)    | 1 (0,5%)    |
| Хиспаноамериканци | 1 (0,8%)    | 1 (0,5%)    |
| Укупно            | 129         | 192         |